# ویلیام مک‌الوی میلر
ویلیام مک الوی میلر (۱۲ دسامبر ۱۸۹۲ – ۷ ژوئیه ۱۹۹۳) یک مبلغ آمریکایی در ایران و نویسندهٔ چندین کتاب بود.
میلر در میدلزبورو، کنتاکی متولد شد و در سال ۱۹۱۳ از دانشگاه واشینگتن و لی مدرک کارشناسی ارشد، و در سال ۱۹۱۹ از حوزهٔ علمیهٔ پرینستون مدرکی مذهبی دریافت کرد. او به عنوان مبلغ کلیسای پرسیبیتر به ایران رفت و به جز مدت کوتاهی حوالی سال ۱۹۳۲، تا سال ۱۹۶۲ در ایران ماند.
او به عنوان بخشی از کار تبلیغی خود، فارسی آموخت و روی اسلام، به ویژه اسلام شیعه، فارسی و فرهنگ ایرانی مطالعه کرد. در طول کار تبلیغی خود در ایران، با پیروان دین بهائی نیز روبرو شد. عمده کار الهیاتی او دادن پاسخ‌های دفاعیاتی مسیحیت به این ادیان بود.
از آثار او زیارت ایران (My Persian Pilgrimage) است.